# Basurero (oficio)

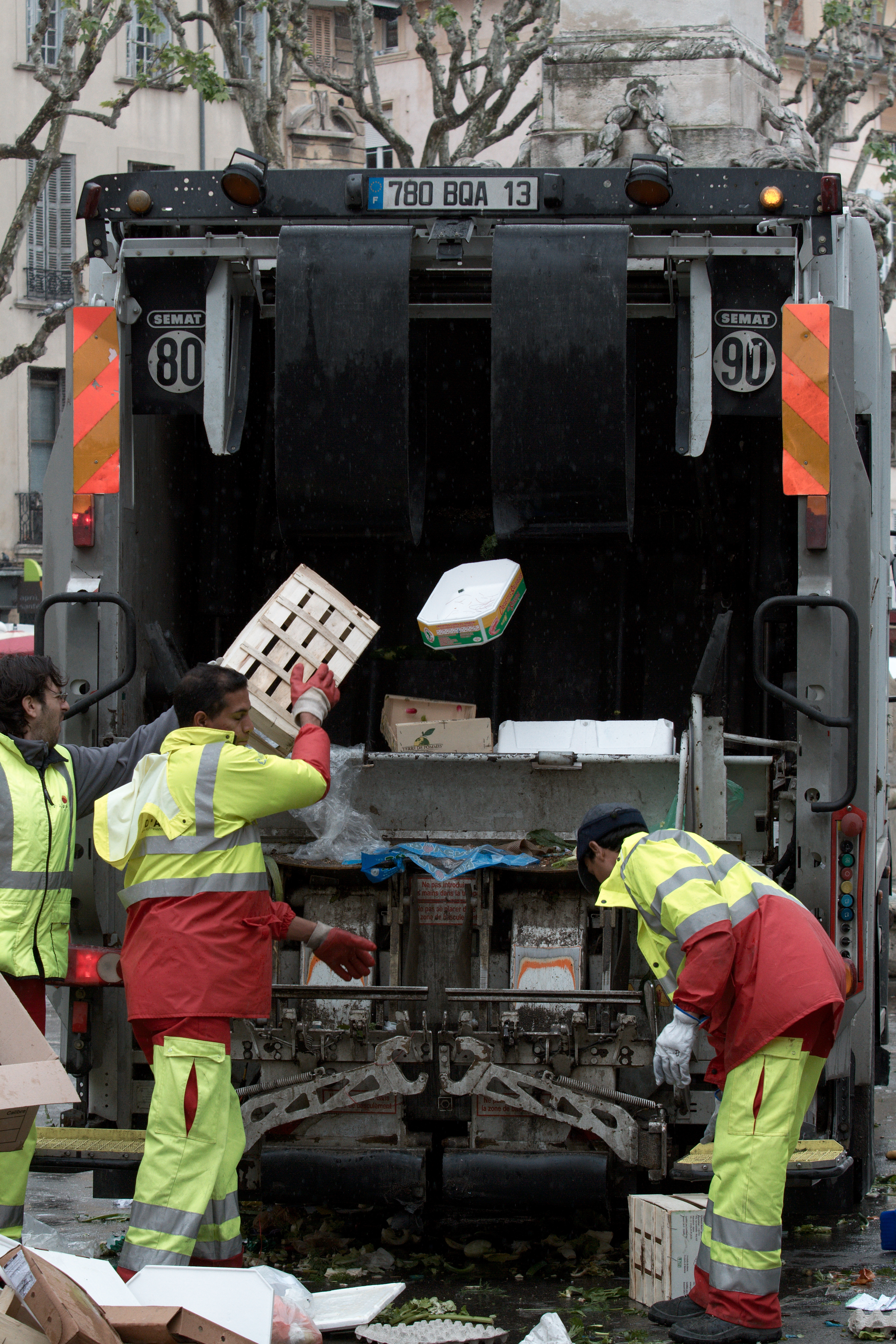
Recolectores de basura en Aix-en-Provence, Francia

Un basurero es un empleado municipal, privado, o bien un particular independiente, dedicado a la recogida de residuos sólidos urbanos y basura en general depositada en contenedores únicos o preparados para su retirada selectiva.

## Actividad
El trabajo reglado del basurero contempla la recogida selectiva de los residuos realizada con camiones específicos dotados de mecanismos que vacían los cubos y los contenedores situados en la calle y depositan la basura en el interior de las tolvas de prensado del vehículo, para posteriormente llevarla a un punto de tratamiento o vertedero, incineradora o centro de reciclaje.

## Características
Las propias características del trabajo hacen que los operarios de recogida de basuras estén expuestos al tráfico en las calles, a las condiciones climáticas extremas y al riesgo por contacto y manipulación de materiales contaminados.
Para evitar el contacto con los propios residuos y minimizar las situaciones de riesgo durante la realización del trabajo, está regulada la obligación del uso de ropa específica, guantes de protección mecánica, calzado de seguridad y chaleco de alta visibilidad.
Aunque no se requiera cualificación específica, sin embargo, es preferible poseer buena forma física y óptima movilidad física para poder realizar trabajos pesados.

## Denominación
A pesar de que la ocupación de basurero supone una tarea esencial y necesaria para el normal funcionamiento de las comunidades, su imagen social, que la vincula a la inmundicia y a la suciedad, ha hecho que a lo largo de su historia haya generado cierto estigma en el colectivo, considerando deshonroso su desempeño.
Conscientes de esa realidad, desde las instituciones políticas, las asociaciones gremiales, los medios de prensa, etcétera, a modo de desagravio para garantizar la propia imagen, se ha intentado disipar la afrenta reemplazando las denominaciones por perífrasis eufemísticas como «recolector de desechos», «operario municipal de limpieza», «trabajador de recogida de residuos y limpieza viaria», o, simplemente, «limpiadores», llegando a la exageración en alguna otra como «técnico especialista de residuos sólidos urbanos» o «higienista urbano».